# ホルヘ・ダルト
ホルヘ・ダルト（Jorge Dalto、1948年7月7日 - 1987年10月27日）は、アルゼンチン出身のジャズ・フュージョンを中心に活動したピアニスト。

## バイオグラフィ
タンゴのバンドネオン奏者の父親より5歳のころからピアノを習う。1969年、アメリカ移住。1973年よりニューヨークを拠点にプロの道を目指す。ジョージ・ベンソンのバックでキーボードを担当。彼の1976年に発表された『ブリージン』にも参加。その後、マリオ・バウサの『アフロ・キューバン・ジャズ』（1986年録音）への参加など、フリーのスタジオ・ミュージシャンとして活躍。1987年、癌のため39歳で死去。妻アデラとの間に子供が2人いた。

## ディスコグラフィ

### リーダー・アルバム
- 『チェベレ』 - Chevere (1976年、United Artists)
- 『ランデブー』 - Rendezvous (1983年、Eastworld) ※中村照夫プロデュース。ジャケットは鈴木英人が担当
- 『ニューヨーク・ナイトライン』 - New York Nightline (1984年、Eastworld) ※中村照夫プロデュース。ジャケットは鈴木英人
- 『アーバン・オアシス』 - Urban Oasis (1985年、Concord Jazz)
- 『リッスン・アップ!』 - Listen Up (1988年、Gaia)
- Solo Piano (2005年、Melopea Discos) ※1983年録音

### ラテン・パーカッション・ジャズ・アンサンブル
- 『ジャスト・ライク・マジック』 - Just Like Magic (1979年、Latin Percussion Ventures)
- 『ライヴ・アット・ザ・モントルー・ジャズ・フェスティヴァル1980』 - Live At The Montreux Jazz Festival 1980 (1980年、Latin Percussion Ventures)

### 参加アルバム
スパイロ・ジャイラ
- 『遙かなるサンファン』 - Incognito (1983年、GRP)
- 『シティ・キッズ』 - City Kids (1984年、GRP)
- 『スパイロ・ジャイラ・コレクション』 - Collection (1991年、GRP)

チェット・ベイカー
- 『スタジオ・トリエステ』 - Studio Trieste (1982年、CTI) ※with ジム・ホール、ヒューバート・ロウズ

ジョージ・ベンソン
- 『ブリージン』 - Breezin' (1976年、Warner Bros.)
- 『イン・フライト』 - In Flight (1977年、Warner Bros.)
- 『メローなロスの週末 (ライヴ)』 - Weekend in L.A. (1978年、Warner Bros.) ※1977年録音
- 『インサイド・ユア・ラヴ』 - Livin' Inside Your Love (1979年、Warner Bros.)

ディジー・ガレスピー & マチート
- 『アフロ・キューバン・ジャズ・ムーズ』 - Afro-Cuban Jazz Moods (1975年、Pablo)

グラント・グリーン
- 『イージー』 - Easy (1978年、Versatile)

ヘヴン・アンド・アース
- 『レフュージ』 - Refuge (1973年、Ovation)

ウィリー・コロン
- Tiempo pa` matar (1983年、Fania)

ガトー・バルビエリ
- 『イエスタデイズ』 - Yesterdays (1974年、Flying Dutchman)

ジャヴァン
- 『ルース (光)』 - Luz (1982年、CBS)

マリオ・バウサ
- 『アフロ・キューバン・ジャズ』 - Afrocuban Jazz (2003年) ※1986年録音